# Soli (Bosna)
Soli je bila župa u srednjovjekovnoj Bosni, srednjovjekovno bosansko područje (oblast) na prostoru sjeveroistočne Bosne.
Nisu poznate točne granice ove župe. Đuro Basler pretpostavlja da su se protezale prema istoku do Kalesije i Osmaka, prema zapadu do Lukavca, prema sjeveru do vrhova planine Majevice i prema jugu do Banovića i Đurđevika. Obuhvaćala dolinu rijeke Jale i gornji tok rijeke Spreče.
Pripadala je državi Braslava i Ljudevita Posavskog, slavenskih ili posavsko-hrvatskih knezova one oblasti, koja se Panonijom protezala. Nakon ujedinjenja dviju hrvatskih kneževina u vrijeme kralja Tomislava, bile su u sastavu samostalne hrvatske države.
Iz 1189. godine je prvi pisani podatak o soli u ovom kraju, a potpisan je između bana Kulina i Dubrovčana. Ovom je odlukom Bosna žrtvovala vlastitu proizvodnju soli višim političkim interesima. Politička je podjela nanijela težak udarac. Dubrovnik je dobio monopol na proizvodnju soli pa su se ondašnji žitelji župe Soli tim poslom bavili ilegalno. Dubrovčani su provjeravali lokalne stanovnike pridržavaju li se zabrane onda kad su dolazili prodavati raznu robu u ovaj kraj. U ovom je kraju nastala dubrovačka kolonija Pikolo kolonija u doba kad je Dubrovnik u župi Soli imao monopol na proizvodnju soli.
Godine 1225. hrvatsko-ugarski kralj Andrija II. ovu je župu formalno darovao kaločkom nadbiskupu Ugrinu, radi čišćenja ovih krajeva od heretika. Nakon tatarske invazije 1241./2. i Soli i Usora su postale ugarski banati. Hrvatsko-ugarski Bela IV. Bosnu je podijelio 1254. na tri banovine među kojima je i Banovina Soli ( Sói bánság, Sófölde). Nakon Belina pohoda na Bosnu 1253., Usora i Soli došle su pod jurisdikciju Rostislava Mihailoviča, zeta Bele IV. tj. supruga Beline kćeri Ane.  Godine 1263. Bela IV: sjedinio je Usoru i Soli s Mačvom u posebnu vojvodinu. Hrvatsko-ugarski kralj Ladislav IV. Kumanac vjerojatno je imenovao stranog feudalca da vlada ovim prostorom. Za Ladislavove vladavine upravljao je ovim prostorom upravlja ban Henrik. Hrvatsko-ugarski vladari ovu su oblast dali na upravu srpskom kralju Dragutinu u periodu od 1284. do 1316. godine.
Bosanski ban Stjepan II. Kotromanić osvojio je Soli 1324. godine te priključio Bosni. Sebe je nazivao „Soli i drugih oblasti“. Bosanski vladar Tvrtko I. godine 1356. nazvao se banom „čitave Bosne i čitave Usore i Soli“. Godine 1377. godine Soli su ušle vladarev naslov koji glasi: „Kralj Srbljem, Bosni, Primorju, Hlmsci Zemli, Zapadnim Stranam, Dolnim Krajem, Usori, Soli, Podrinju i k tomu“.
U Solima su postojala dva bitnija naselja, Gradovrh i Grad u Gornjoj Tuzli.
Soli i cijela župa Soli su gospodarski stagnirale zbog ranijeg odustajanja države Bosne od vlastite proizvodnje soli u ovim krajevima, a u korist račun dubrovačkog monopola.
Turskim osvajanjima kraj gubi na političkom identitetu. Uz osmanska osvajanja i hrvatske izbjeglice iz Soli veže se teorija o podrijetlu imena Šokac. Rudnik soli po kojemu se zove regija Mađari su zvali "So - kut". Izbjegle Hrvate iz Soli Mađari su zvali "soiember" dok su se izbjeglice identificirale s mjestom "So - kut" (Šokut) prozvali "šokutac" odakle je, pak, glasovnim promjenama nastalo ime Šokac.
Prva osmanska vlast u Solima počela je 1463. godine. Koncem iste godine Soli u hrvatsko-ugarsku vraća hrvatsko-ugarski kralj Matija Korvin. Uključene su u Srebreničku banovinu. U ovoj tampon-zoni Soli su ostale sve do pada pod osmansku vlast 1512. godine. Osmanska uprava podijelila je Soli na dvije nahije, sastavni dio Zvorničkog sandžaka, kadiluka u Srebrenici.